# Historic Environment Scotland

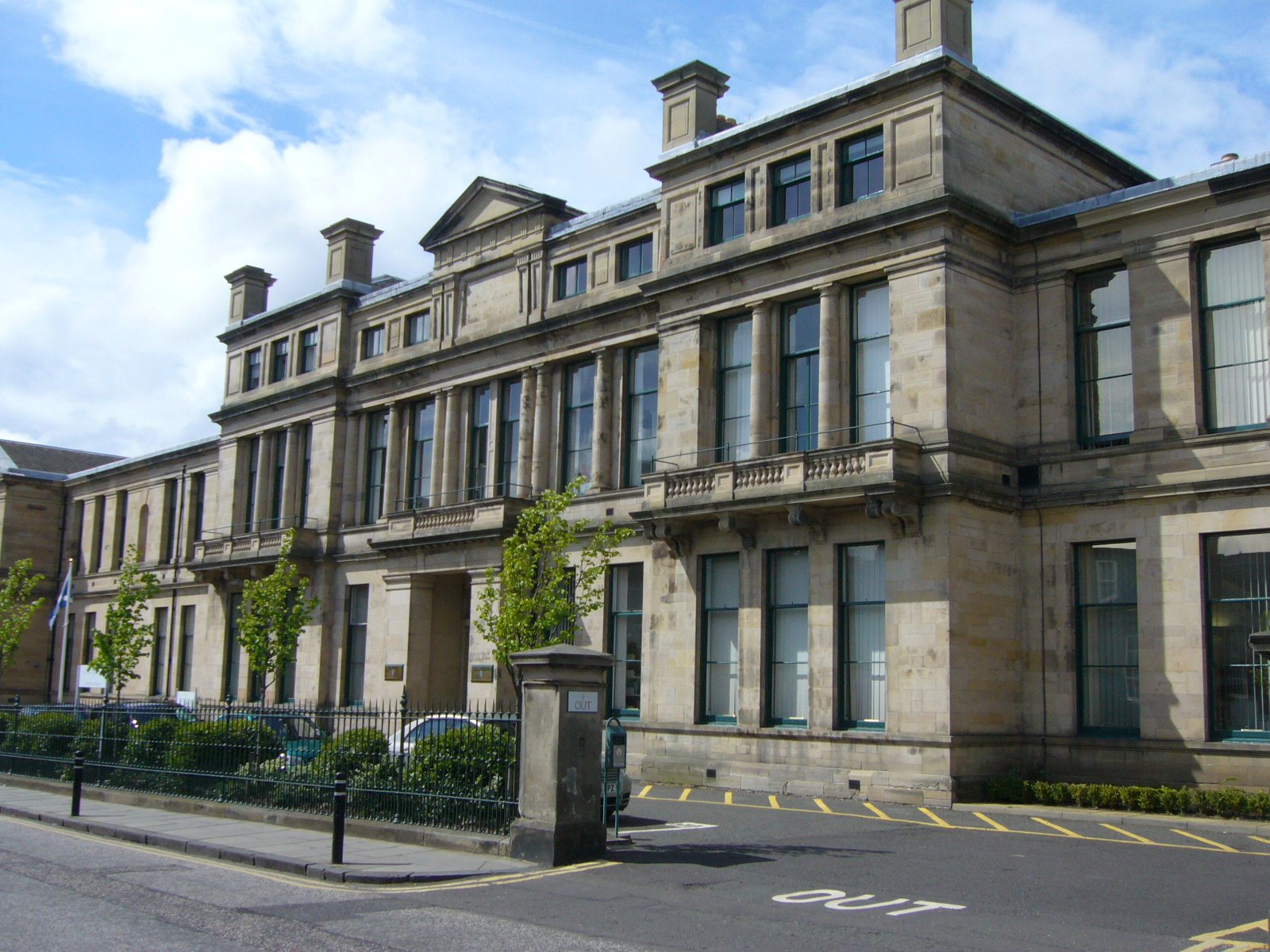
Verwaltungsgebäude von Historic Environment Scotland, Salisbury Place, Edinburgh

Historic Environment Scotland ist die Behörde (executive non-departmental public body), die sich um die Erhaltung und Pflege von archäologisch und historisch bedeutsamen Stätten in Schottland kümmert. Sie trat zum 1. Oktober 2015 die Nachfolge der aufgelösten Organisationen Historic Scotland und Royal Commission on the Ancient and Historical Monuments of Scotland an. Historic Scotland ist seither eine Marke von Historical Environment Scotland, mit der die „Mitgliedschaft“ bezeichnet wird, die freien Eintritt zu den öffentlich zugänglichen Denkmälern in Staatsbesitz erlaubt. Historic Environment Scotland untersteht dem Kulturministerium (Cabinet Secretary for Culture, Tourism and External Affairs). Die Behörde verwaltet über 360 historisch wertvolle Objekte in Staatsbesitz. Ihre Aufgabe liegt außerdem in der wissenschaftlichen Erfassung (Inventarisierung) der schützenswerten Denkmäler, die in der Denkmalliste veröffentlicht werden. Der rechtliche Vorgang der Unterschutzstellung (listing genannt) geschieht auf Antrag nach Empfehlung von Historic Environment Scotland durch den zuständigen Minister. Eine Baugenehmigung für ein denkmalgeschütztes Gebäude (listed building consent) wird nicht durch Historic Environment Scotland, sondern durch die örtlichen Baubehörden (local planning authority) erteilt. Historic Environment Scotland gibt eine Empfehlung zu dem Bauantrag, berät Behörden und Eigentümer fachlich und vergibt Zuschüsse.